# The Storyteller (musikgrupp)
The Storyteller är ett svenskt power metal-band från Gävle, Gävleborgs län, bildat 1995. Den självbetitlade debutplattan (2000) fick lysande recensioner i bland annat Sverige, Tyskland och Japan. I bandets musik går det att spåra en del medeltida tongångar, och texterna kretsar ofta kring ämnen som nordisk mytologi, historia, krig och mysticism. Musikvideon "Seed of Lies" spelades flitigt på ZTV under 2003–2004. Efter fjärde plattan Underworld (2005) och avskedsspelningen 2006 tog bandet en paus på obestämd framtid. 
Bandet återförenades 2011, några spelningar gjordes under 2011 och 2012 innan originalgitarristen Fredrik Groth lämnade bandet och ersattes med Marcus Backlund. I april 2013 kom skivan Dark Legacy, med ett hårdare och mörkare sound än de tidigare albumen. En musikvideo gjordes på låten "Strength of Valhalla". Bandets sjätte fullängdsalbum Sacred Fire släpptes i februari 2015. Musikvideor gjordes på låtarna "One Last Stand" och "God of War".
The Storyteller har spelat förband åt bland andra Helloween, Gamma Ray, Blind Guardian, Hammerfall, Sonata Arctica, Stratovarius, Bruce Kulick (KISS) och Pretty Maids samt på festivaler som till exempel Sweden Rock Festival (2003 och 2006), Getaway Rock Festival (2012 och 2014) och många andra.
Efter att ha legat vilande ett antal år tecknade The Storyteller skivkontrakt med det grekiska bolaget The Circle Music 2024. Bandets sjunde studioalbum, The Final Stand, släpptes i april 2025.

## Medlemmar
Nuvarande medlemmar

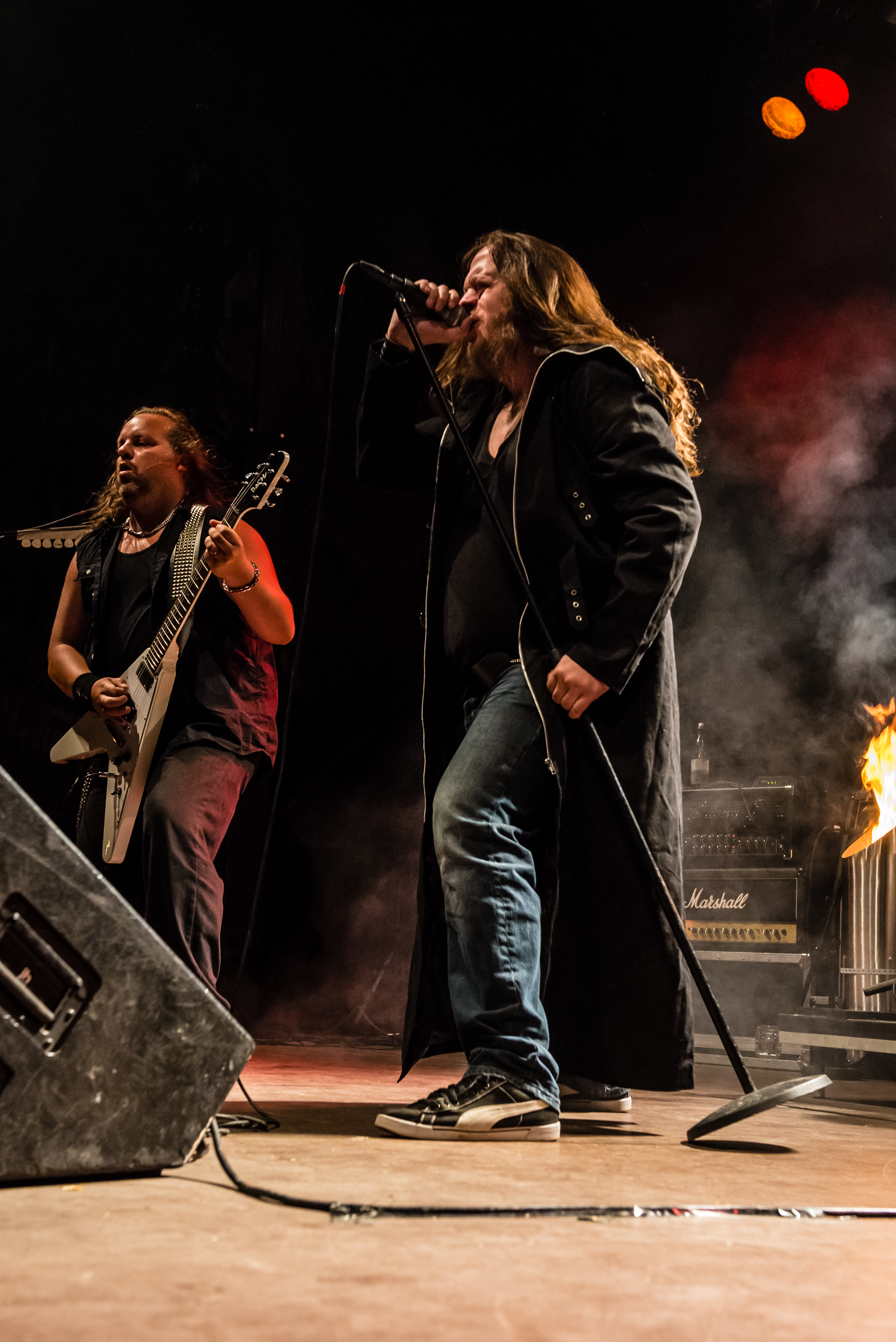
L.G. Persson och Marcus Backlund

- Lars-Göran "L.G." Persson – basgitarr (1995–2001), sång (1995–2006, 2011– )
- Cederic Forsberg – gitarr, basgitarr (2024– )
- Henrik Ohlsson – trummor (2024– )

Tidigare medlemmar
- Magnus Björk – sång, gitarr (1995–1996)
- Joakim Lundström – sång, gitarr, trummor (1995–1996)
- Per Nilsson – gitarr (1996–1997)
- Anders Östlin – basgitarr, keyboard (1997)
- Lasse Martinsen – gitarr, bakgrundssång (1999–2000)
- Erik Gornostajev – gitarr (2000–2001)
- Jacob Wennerqvist – gitarr (2001–2006, 2011–2015)
- Pärka Kankanranta – gitarr (2001)
- Janne Björk – basgitarr (2001–2002)
- Johan Sohlberg – basgitarr (2003–2006)
- Marcus Backlund – basgitarr (2011–2013), gitarr (2013–2015)
- Henke Branneryd – basgitarr (2013–2015)
- Fredrik Groth – gitarr (1995–2006, 2011–2012)
- Martin Hjerpe – trummor (1997–2006, 2011–2015, 2016–2018, 2020–2024)

## Diskografi
Studioalbum
- 2000 – The Storyteller
- 2002 – Crossroad
- 2003 – Tales of A Holy Quest
- 2005 – Underworld
- 2013 – Dark Legacy
- 2015 – Sacred Fire
- 2025 – The Final Stand

EP
- 2004 – Seed Of Lies

Singlar
- 2014 – "One Last Stand"
- 2015 – "God of War"
- 2023 – "Sweet Lullaby"

Demo
- 1995 – The First Chapter
- 1996 – 1996 Demo
- 1998 – 1998 Demo